# Yunque de Baracoa

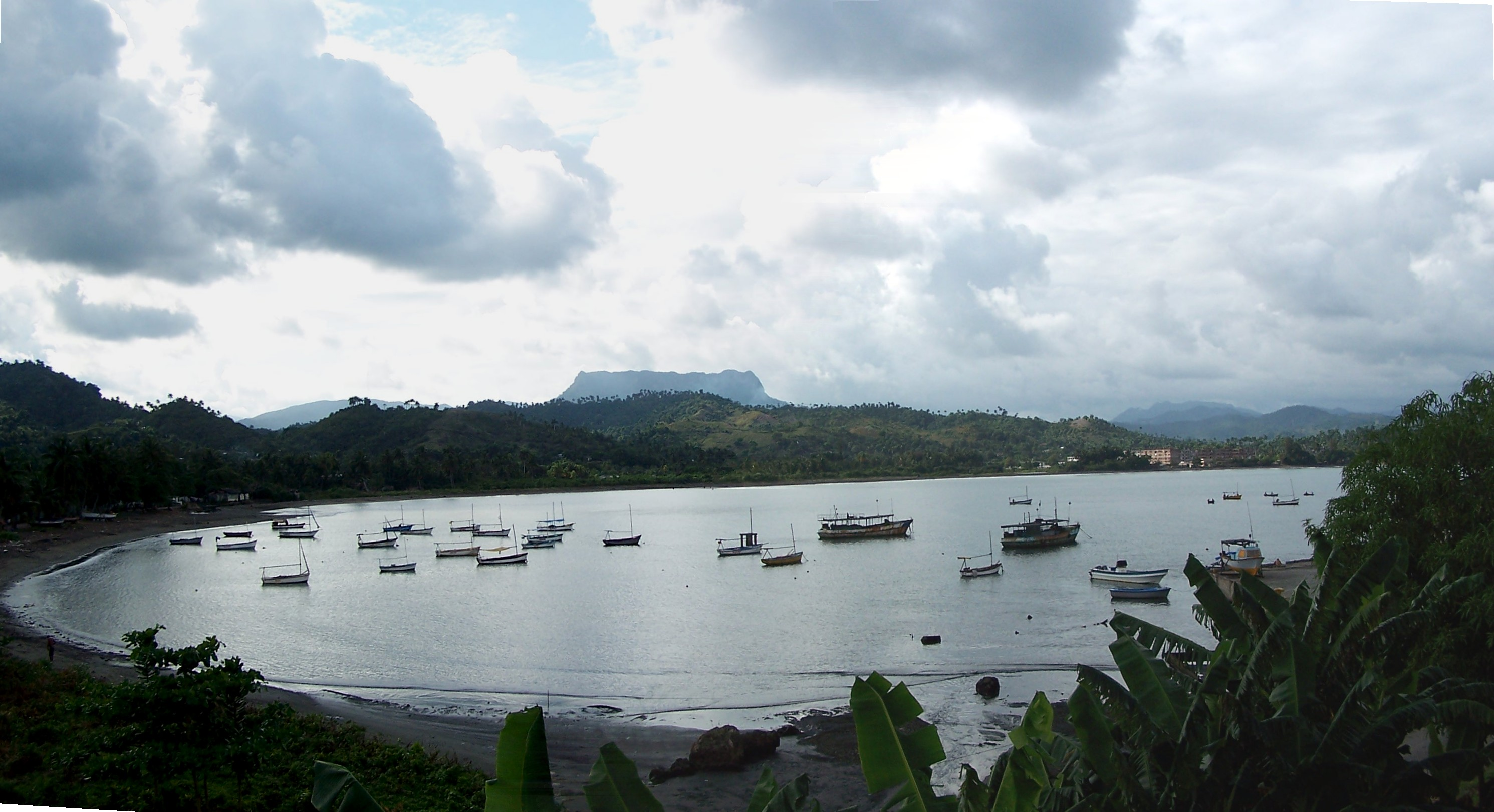
Ao fundo o Yunque de Baracoa

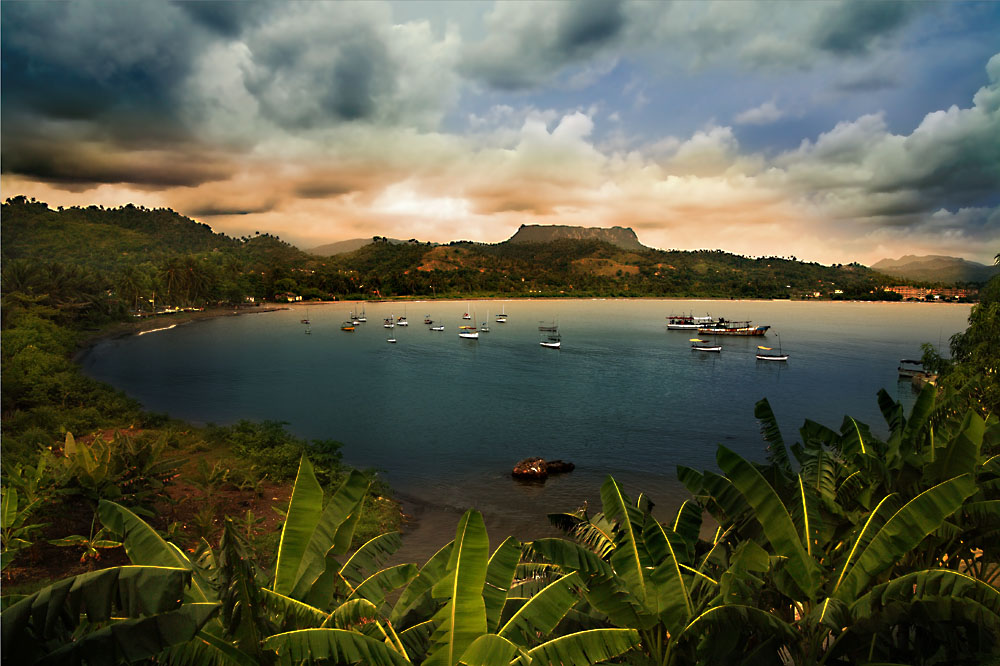
Ao fundo o Yunque de Baracoa, por Paul Postiaux

Yunque de Baracoa (ou El Yunque) é uma montanha, um afloramento imponente de rocha calcária do tipo mesa a leste de Cuba. Se localiza a aproximadamente 10 quilômetros de Baracoa, em Guantánamo, e possui a altitude máxima de 575 metros acima do nível do mar, com 1.125 metros em sua largura maior.

## História e denominação
Em 27 de novembro de 1492, ano de sua descoberta da América, o navegador Cristóvão Colombo escreveu sobre o Yunque de Baracoa: "e à frente...na parte sul a leste, ergue-se um cabo em que há uma montanha alta e quadrada que parece como uma ilha", determinando a data histórica da descoberta desta elevação.
Em 25 de dezembro de 1979, El Yunque foi declarado monumento natural nacional[carece de fontes?] e sua proclamação se fez em 02 de abril de 1980, por Antonio Núñez Jiménez.
O termo Yunque, em castelhano, se traduz por bigorna, devido ao formato de seu cume; uma área erodida que vai de 400 a 575 metros de altitude.[carece de fontes?]

## Endemismos
A montanha abriga alguns endemismos que a tornam especial, como a palmeira Coccothrinax yunquensis e o caracol Polydontes apollo.